# Station Springpfuhl
Springpfuhl is een station van S-Bahn van Berlijn, gelegen in het Berlijnse stadsdeel Marzahn. Het station werd geopend op 30 december 1976. Springfuhl is een splitsingsstation voor de S-Bahnlijnen S7 en S75, die, komend uit westelijke richting, hun weg vervolgen naar Ahrensfelde respectievelijk Wartenberg. De dienstregeling is zodanig ingericht dat stadinwaarts rijdende treinen aansluiting geven op staduitwaarts rijdende treinen van de andere lijn, zodat het station een overstapfunctie heeft voor reizigers tussen verschillende buitenwijken.
Station Springpfuhl, dat zijn naam dankt aan een nabijgelegen meertje, ligt parallel aan de Märkische Allee, de westelijke randweg van Marzahn. Het station bestaat uit een volledig overdekt eilandperron en heeft twee uitgangen. De zuidelijke uitgang leidt naar de Allee der Kosmonauten, die de sporen op een viaduct kruist; hier bevindt zich tevens een halte van twee tramlijnen die het station verbinden met de omliggende woonwijken van Marzahn en met Hellersdorf. Aan de noordzijde van het station leidt een tunnel naar de Helene-Weigel-Platz.
De S-Bahnlijnen die station Springfuhl bedienen werden aangelegd ter ontsluiting van twee grootschalige nieuwbouwgebieden die in de DDR-periode aan de rand van Oost-Berlijn verrezen: Marzahn en Hohenschönhausen. In 1976 legde men parallel aan de Wriezener Bahn, een reeds bestaande regionale spoorweg, een S-Bahnlijn naar station Marzahn aan, die in 1982 werd doorgetrokken naar het huidige eindpunt Ahrensfelde. In 1984 volgde een lijn die parallel aan de Berliner Außenring naar station Hohenschönhausen leidde en een jaar later werd verlengd naar Wartenberg. De laatstgenoemde lijn takt een kleine kilometer ten noorden van station Springpfuhl volledig kruisingsvrij af van de lijn naar Marzahn - Ahrensfelde.